# Bautista Lugarini
Bautista Lugarini (San Nicolás, Buenos Aires, Argentina, 31 de enero de 2001) es un basquetbolista argentino que se desempeña como alero en las filas de Grupo Alega Cantabria de la Primera FEB.

## Trayectoria
Es un alero formado en las filas de Bahía Basket, con el que llegó a debutar en la Liga Nacional de Básquet en el año 2017. 
En la temporada 2020-21, obtiene unos promedios de 9,6 puntos, 5,1 rebotes y 2,4 asistencias en 26,1 minutos en 40 partidos disputados. 
En Bahía Basket jugaría durante 4 temporadas antes de dar el salto a España.
El 10 de agosto de 2021, firma por el Palmer Alma Mediterránea de la LEB Oro.
El 19 de diciembre de 2021, finaliza su contrato con el club balear sin poder debutar debido a una lesión de rodilla.
El 17 de enero de 2022, firma por el filial del Valencia Basket, que juega en la Liga LEB Plata.
El 18 de agosto de 2022, regresa a Argentina para jugar en el Instituto Atlético Central Córdoba de la Liga Nacional de Básquet. Fue parte del plantel campeón de la Liga Sudamericana de Baloncesto 2023.
El 27 de julio de 2025, firma por el firma por el Grupo Alega Cantabria de la Primera FEB.

### Clubes
| Club                               | País      | Año             |
| ---------------------------------- | --------- | --------------- |
| Bahía Basket                       | Argentina | 2017-2021       |
| Palmer Alma Mediterránea           | España    | 2021            |
| Valencia Basket                    | España    | 2022            |
| Instituto Atlético Central Córdoba | Argentina | 2022-2025       |
| Grupo Alega Cantabria              | España    | 2025-actualidad |

## Selección nacional
Lugarini jugó entre 2015 y 2019 con los seleccionados juveniles de baloncesto de Argentina en todas las categorías desde Sub-14 hasta Sub-19. Entre otros torneos, estuvo presente en el Campeonato FIBA Américas Sub-16 de 2017 y en el Campeonato FIBA Américas Sub-18 de 2018, como también en el Campeonato Mundial de Baloncesto Sub-17 de 2018 y el Campeonato Mundial de Baloncesto Sub-19 de 2019. Asimismo integró el equipo Sub-18 que participó en el torneo de baloncesto masculino de los Juegos Suramericanos de 2018 y que consiguió la medalla de plata compitiendo contra selecciones absolutas.
Formó parte del seleccionado universitario de su país que, en agosto de 2023, terminó cuarto en la Universiada de 2021. Unos meses después, en octubre de 2023, integró el plantel que obtuvo la medalla de oro en el torneo de baloncesto masculino de los Juegos Panamericanos de 2023.
Hizo su debut con la selección absoluta en el clasificatorio a la FIBA AmeriCup de 2025.